# Károly Kárpáti
Károly Kárpáti (ur. 2 lipca 1906 w Egerze, zm. 23 września 1996 w Budapeszcie) – węgierski zapaśnik. Dwukrotny medalista olimpijski.
Walczył zarówno w stylu wolnym, jak i klasycznym, najczęściej w wadze lekkiej (do 66 kg). Większe sukcesy odnosił w stylu wolnym. Brał udział w trzech igrzyskach (IO 28, IO 32, IO 36), na dwóch zdobywał medale. Triumfował w 1936, cztery lata wcześniej był drugi. Wielokrotnie stawał na podium mistrzostw Europy, medale zdobywał w obu stylach. W wolnym był mistrzem w 1930 i 1935, zajął drugie w 1929 oraz trzecie miejsce w 1934. W klasycznym był drugi w 1927 i trzeci w 1930.
Przez wiele lat był szkoleniowcem.